# Jardín educativo del Centro de Investigación Fernando González Bernáldez
El jardín educativo del Centro de Investigación Fernando González Bernáldez (CIAM), es un jardín botánico de 2000 m² de extensión, en Soto del Real dependiente del Departamento Interuniversitario de Ecología de Madrid (UCM, UAM y UAH), de la Comunidad de Madrid. 

## Localización
Jardín educativo del Centro de Investigación Fernando González Bernáldez C/ San Sebastián 71, 28791 Soto del Real, Comunidad de Madrid España.
La entrada es previa cita.

## Historia
El 28 de diciembre de 1989 se creó el entonces llamado "Centro de Investigación de Espacios Naturales Protegidos de la Comunidad de Madrid" por un acuerdo suscrito entre la Agencia de Medio Ambiente de la Comunidad de Madrid y el Departamento Interuniversitario de Ecología (UCM-UAM) de Madrid.
Posteriormente, en diciembre de 1996, la Consejería de Medio Ambiente y Desarrollo Regional de Madrid y la Universidad Complutense de Madrid firmaron un convenio para la realización de estudios e investigaciones ambientales en dicho Centro, que a partir de ese momento pasó a denominarse "Centro de Investigaciones Ambientales de la Comunidad de Madrid Fernando González Bernáldez" (CIAM) y se ampliaba el ámbito de investigación a toda la Comunidad de Madrid.
El Centro de Investigaciones Ambientales de la Comunidad de Madrid Fernando González Bernáldez desarrolla sus actividades en la actualidad gracias a los convenios de colaboración que la Consejería de Medio Ambiente y Ordenación del Territorio de la Comunidad de Madrid mantiene con la Universidad Complutense de Madrid, la Fundación FIDA y con el Departamento Interuniversitario de Ecología de Madrid (UCM, UAM y UAH). Su principal objetivo es la producción y difusión de información científica de interés para la gestión del medio natural en la Comunidad de Madrid.
El profesor Fernando González Bernáldez considerado como el principal impulsor de la ecología terrestre en España, creó una escuela de la que participan actualmente numerosas cátedras en diferentes universidades, fue hasta su fallecimiento en 1992, uno de los principales inspiradores y promotores del Centro de Investigación que hoy lleva su nombre.
En 1992 las instituciones responsables decidieron dedicar el Centro a su memoria, representando de este modo el compromiso con las actividades científicas, conservacionistas y educativas de las cuales el profesor Bernáldez fue pionero.

## Colecciones
Alberga especies vegetales regionales y endémicas de otras zonas peninsulares.
- Flora regional de la Sierra de Guadarrama.
- Biblioteca del CIAM, cuenta en la actualidad con un total de 5.206 registros, que incluyen tanto libros como tesis doctorales, artículos, informes, etc. centrados principalmente en temas de ecología, conservación y gestión de Medio Ambiente. La biblioteca puede ser visitada de lunes a viernes, previa petición de hora. La biblioteca es únicamente de consulta, no pudiendo ser prestado ningún ejemplar para su utilización fuera del Centro.

## Finalidades y actividades del CIAM
Entre las finalidades del CIAM, se encuentran:
- La producción y transferencia de información científica de aplicación a los problemas de gestión del medio natural de Madrid.
- La colaboración con otras instituciones de ámbito regional, nacional e internacional, tanto para la realización de proyectos de investigación como para la organización y puesta en práctica de cursos de formación.
- La contribución a la investigación y estudio de aquellos aspectos ambientales que tengan relación con la mejora de la gestión ambiental de la Comunidad de Madrid.

Entre sus actividades tiene como meta principal la pedagógica e investigadora, con enfoque en la educación medioambiental y servir de vivero para los proyectos de investigación en la universidad.
En este campo el Centro tutela prácticas de alumnos de licenciatura en Ciencias Biológicas de la UCM y proyectos fin de carrera de los alumnos de Ciencias Ambientales de la UAM.
El Centro de Investigación se trasladó a dependencias de la Comunidad de Madrid en el municipio de Tres Cantos durante el año 2009, en la Finca Soto de Viñuelas, siendo cerrado finalmente en diciembre de 2012.